# Лоцкине (селище)
Лоцкине — селище в Україні, в Інгульській сільській громаді Баштанського району Миколаївської області. Населення становить 1629 осіб.

## Історія
Селище засноване у 1872 році. У 1921 році остаточно встановлено радянську владу. 
Під час німецько-радянської війни 218 жителів селища брали участь у боротьбі проти нацистських загарбників, з них 70 віддали життя, 34 особи удостоєні державних нагород.
У 1943 році в селищі Лоцкине було створено антифашистську підпільну групу, до складу якої входило 13 чоловік. Очолював підпільників П. К. Царюк.
Відповідно Постанови Кабінету Міністрів України № 719-р від 12 червня 2020 року Лоцкинська сільська рада увійшла до складу Інгульської сільської громади.

## Населення
Відповідно з переписом УРСР 1989 року чисельність наявного населення селища становила 1912 осіб, з яких 801 чоловік та 1111 жінок.
За переписом населення України 2001 року в селищі мешкало 1621 осіб.

### Мова
Розподіл населення за рідною мовою за даними перепису 2001 року:
| Мова       | Відсоток |
| ---------- | -------- |
| українська | 89,75 %  |
| російська  | 8,72 %   |
| молдовська | 0,92 %   |
| вірменська | 0,18 %   |
| білоруська | 0,06 %   |
| угорська   | 0,06 %   |
| інші       | 0,31 %   |

## Видатна особа
- Бідащук Сергій Іванович (18 лютого 1969 — 28 січня 1988) — радянський військовик, учасник афганської війни, нагороджений орденом Червоної Зірки (посмертно)[5]. Народився у робітничій сім'ї. Закінчивши 8 класів, вступив до Миколаївського профтехучилища при Чорноморському суднобудівному заводі. Там же працював судновим слюсарем. Призваний до армії навесні 1987 року, півроку відслужив у навчальному підрозділі Туркестанського військового округу, потім написав рапорт з проханням направити його до Афганістану. Загинув у бою, похований у селищі. На його честь названо вулицю, у школі, де він навчався, відкрито меморіальну дошку, створено пам'ятний куточок.